# ガニュメデスの略奪 (レンブラント)
『ガニュメデスの略奪』（ガニュメデスのりゃくだつ、独: Ganymed in den Fängen des Adlers、英: The Rape of Ganymede）、または『ガニュメデスの誘拐』（ガニュメデスのゆうかい、英: The Abduction of Ganymede）は、 17世紀オランダ黄金時代の巨匠レンブラント・ファン・レインが1635年に板上に油彩で制作した絵画である。ギリシア神話に登場するガニュメデスを主題としている。ドレスデンのアルテ・マイスター絵画館に所蔵されている。

## 主題
オウィディウスの『変身物語』によると、ギリシア神話の神ゼウスは、トロイア王家出身の若い羊飼いだったガニュメデスの美貌に魅了された。そして鷲に変身し、彼をさらって神々たちの給仕役にしてしまう。この物語に関して、レンブラントは、直接的には画家兼著述家であったカレル・ファン・マンデルの「オウィディウス註解」(『絵画の書』の一部) から着想を得たのかもしれない。ファン・マンデルによれば、ガニュメデスは神を希求する無垢な魂の権化で、ゼウスは彼を不滅の存在とするため、大地に雨を降り注がせるみずがめ座に変身させた。

## 作品
この作品は1915年に研究者ホフステーデ・デ・フロートにより以下のように記述された。
正面に見える羽根を広げた鷲の姿のゼウスが天に向かって舞い上がっている。彼は、金髪のカールした髪の毛の少年の衣服を嘴に咥え、少年の左腕をかぎ爪で掴んでいる。少年は左側に大きく身体を曲げ、背中を見せつつ、あたかも大声で泣いているかのような顔を鑑賞者に向けており、右手で鳥を拒絶しようとしている。少年の明るい青色の服とシャツは、鷲の爪で引きあげられ、脚全体が露わになってしまっている。左側には、飾り紐の付いたスカーフの端が風になびいている。恐怖のあまりおしっこを漏らしている少年は、左手にサクランボを持っている。輝く光が左側から少年の全身に降り注いでいる。暗い背景の左側下部には木立があり、その手前の前景には建物の頂部がある。全身像、等身大。シャツの縁の上に「Rembrandt ft. 1635」の署名。
ホフステーデ・デ・フロートは絵画の主題にはまったく言及しなかったが、彼以前にジョン・スミスは絵画の主題を非常に異例なものであるとし、以下のように記した。
もし絵画 (この記述は版画によるものなので) が本当にレンブラントの作品であるなら、彼の意図は題名となっている神話の主題をパロディーにすることであったにちがいない。というのは、レンブラントは美しいガニュメデスを、ユーピテル (ゼウス) の鷲のかぎ爪と嘴に捕らわれている、丸々太り、しかめっ面をして泣きわめき、四肢を広げた子供として表現しているからである。鳥は子供の服を掴み、太った子供の体重で服は肩のところまで持ち上がり、下半身は裸となってしまっている。そして、このような状態で、暗い空の中、子供をオリンポス山へ連れ去っていく。
ガニュメデスは通常美しい若者として描かれるが、レンブラントの絵画では、泣き叫びながら、丸々とした尻をさらし、怯えて小便を漏らす幼児に変えられている。これは、ルネサンス美術において好まれ、噴水の彫刻や物語画に取り上げられたコミカルなモティーフである「小便するプットー」を巧みに転用したものである。レンブラントの絵画でも、ガニュメデスはおしっこをして、大地に雨を注いでいるが、神を希求する無垢な魂のようには見えない。ガニュメデスの手に握られたサクランボは伝統的に「無垢」と「欲情」の双方の象徴とされていたモティーフであるが、作品の中では誘拐されたため、食べ残されたものとして描かれている。絵画の受注者に対して、手の込んだ冗談として制作された絵画であったのであろう。

## 解釈
レンブラントがガニュメデスを嫌がる少年として描写していることは、ルネサンスの同性愛的稚児愛の文脈で理解されるべきものではない。比較的新しいプロテスタントのバロック的解釈で、ガニュメデスを「あまりに早く命を剥奪される」愛される子供として理解されるべきものなのである。 1670年代には、さらに画家のニコラース・マースが死の床にある子供の肖像と見なされる一連のガニュメデスの絵画を描いている。

## 来歴
1671年2月17日に作成された、カタリーナ・ファン・デル・プライム (Catharina van der Pluym)、すなわち、ウィレム・スヒルペロールト (Willem Schilperoort) の未亡人であり、レンブラントの甥の子供で弟子でもあったカレル・ファン・デル・プライム (Karel van der Pluym) の叔母の不動産の目録には、本作は、「een stuck van Ganimedes – f7.-」と記載されている。

## ギャラリー

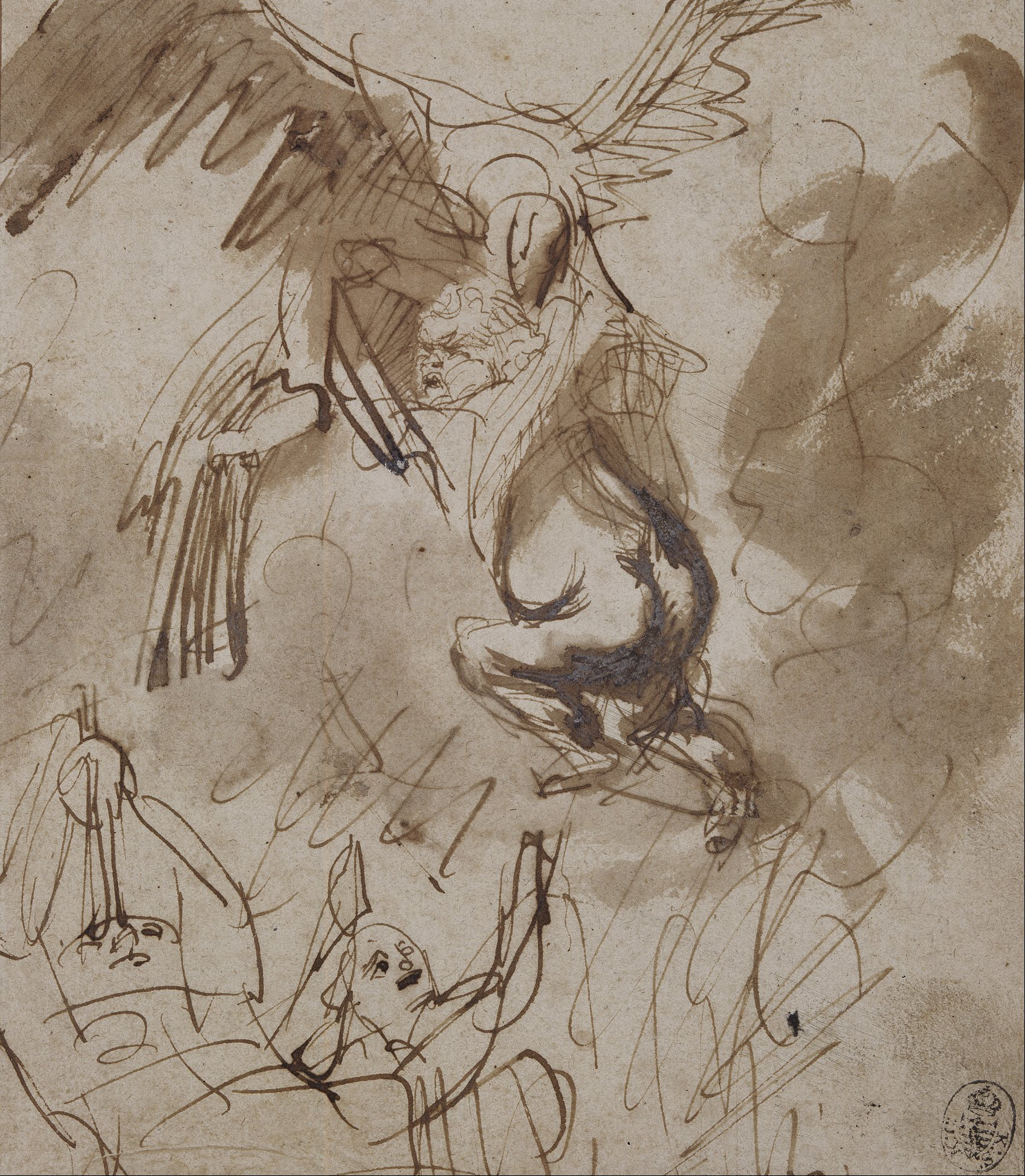
レンブラント初期のスケッチ。Kupferstich-Kabinett、国立ドレスデン美術館収集
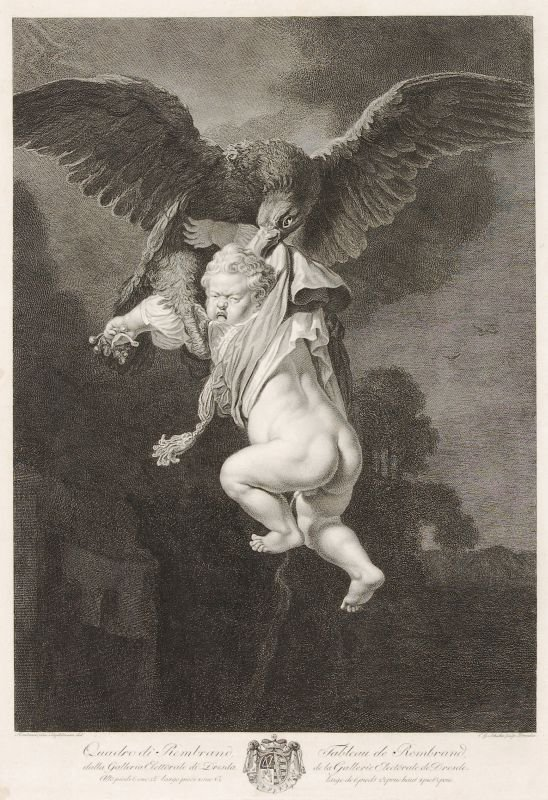
『ガニュメデスの略奪』クリスティアン・ゴットフリート・シュルツェ (Christian Gottfried Schultze)、1780年頃
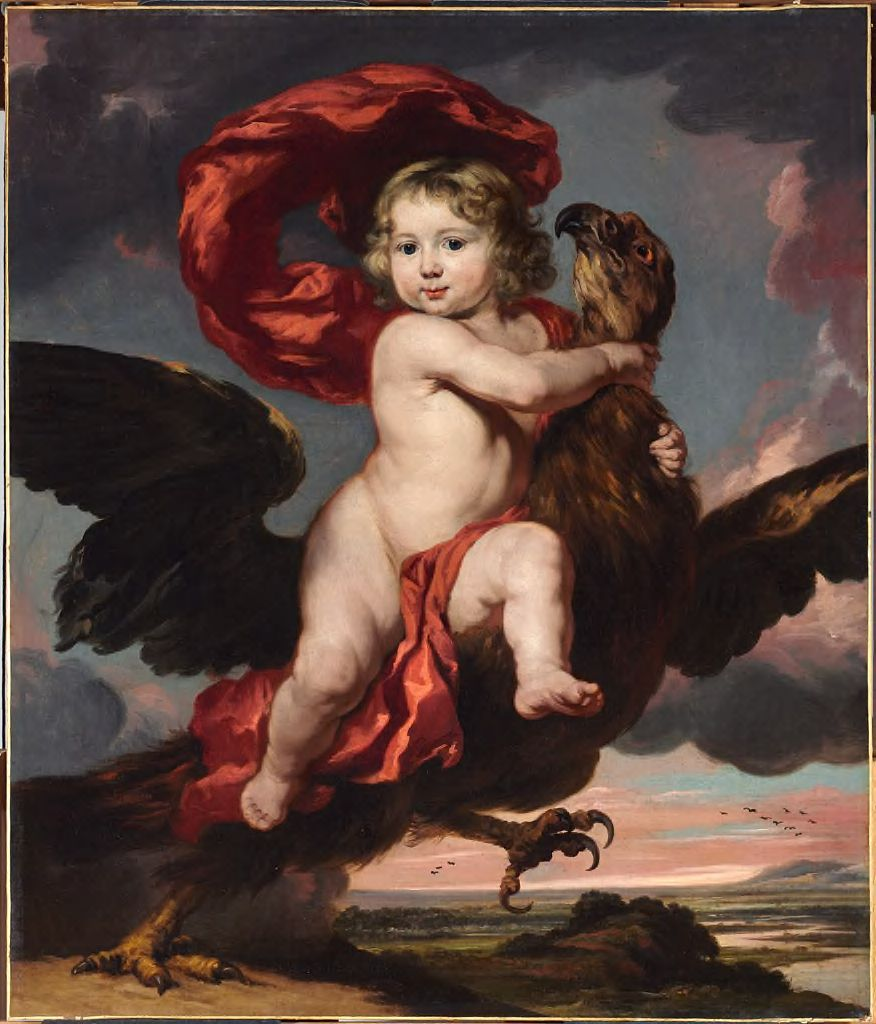
『ガニュメデスとしてのへオルへ・デ・ヴィック (George de Vicq as Ganymede)』、二コラース・マース、1681年、フォッグ美術館